# Live at the BBC (Rick Wakeman)
Live at the BBC is een muziekalbum van Rick Wakeman. Het bevat opnamen van een concert dat Wakeman en zijn band gaf op 17 juni 1976 in de Hammersmith Odeon en dat werd uitgezonden door de BBC. Het album laat bijna dezelfde muziek horen die eerder was uitgezonden en verscheen onder Live on the Test, dat al in 1994 verscheen. Live at the BBC bevatte zowel de “in concert”-versie als Live on the Test-versie.

## Musici
- Rick Wakeman – synthesizers
- Ashley Holt – zang
- Roger Newell – basgitaar
- John Dunsterville – gitaar
- Tony Fernandez – slagwerk
- Reg Brooke – trombone
- Martin Shields – trompet

## Muziek

### Cd 1
| Nr. | Titel                                        | Duur |
| --- | -------------------------------------------- | ---- |
| 1.  | Music reincarnate – part III: The spacemn    |      |
| 2.  | Catherine Howard                             |      |
| 3.  | Sir Lancelot and the Black Knight            |      |
| 4.  | Arthur                                       |      |
| 5.  | Music reincarnate – part OV: The realisation |      |
| 6.  | The forest                                   |      |
| 7.  | Catherine Parr                               |      |
| 8.  | The prisoner                                 |      |
| 9.  | Merlin the magician                          |      |